# Ford Probe
O Probe é um coupé desportivo de porte médio da Ford. Foi introduzido no mercado para substituir o Ford EXP.